# Peetrimõisa
Peetrimõisa – wieś w Estonii, w prowincji Põlva, w gminie Kanepi.